# Dawid-Petriaschwili-Stadion
Das Dawid-Petriaschwili-Stadion (georgisch დავით პეტრიაშვილის სახელობის სტადიონი) ist ein Fußballstadion mit Leichtathletikanlage in der georgischen Hauptstadt Tiflis. Der Fußballclub FC Gagra Tiflis trägt hier seine Heimspiele aus. Das Stadion bietet auf seinen Rängen 2130 Zuschauern Platz. Gespielt wird auf einem Spielfeld aus Naturrasen. Eine Flutlichtanlage steht nicht zur Verfügung. Eine hellblaue Kunststoffbahn umschließt das Spielfeld.

## Geschichte
Die Anlage wurde für die Leichtathletik-Wettbewerbe des Europäischen Olympischen Sommer-Jugendfestivals 2015 errichtet. Zwei Jahre später war es eines von vier Stadien der U-19-Fußball-Europameisterschaft 2017. Von 2015 bis 2017 hieß es Athletikstadion. 2017 erhielt es den Namen des georgischen UEFA-Funktionärs Dawid Petriaschwili, der im Alter von 46 Jahren bei einem Autounfall in Tiflis ums Leben kam.

## U-19-Fußball-Europameisterschaft 2017
Das Dawid-Petriaschwili-Stadion war Austragungsort von drei Vorrundenpartien und eines Halbfinales.
- 03. Juli 2017, Gruppe B:  Deutschland –  Niederlande 1:4 (0:0)
- 05. Juli 2017, Gruppe A:  Tschechien –  Portugal 1:2 (1:1)
- 09. Juli 2017, Gruppe B:  England –  Deutschland 4:1 (0:0)
- 12. Juli 2017, Halbfinale:  Portugal –  Niederlande 1:0 (1:0)